# Parabaris
Parabaris – rodzaj chrząszczy z rodziny biegaczowatych i podrodziny Harpalinae.

## Morfologia
Ciało długości od 9,5 do 20 mm. Grzbietowa część głowy i tułowia bez uszczecinionych mikroporów. Żuwaczki umiarkowanie długie, nieco zakrzywione ku przodowi, rozszerzone wierzchołkowo. Labrum silnie poprzeczne o wierzchołku nieco obrzeżonym pośrodku. Skronie nie powiększone. Owłosienie czułek zaczyna się od nasadowej ⅓ trzeciego członu. Bródka z zębem środkowym umiarkowanie krótszym od bocznych płatków. Bródka i podbródek oddzielone pełnym poprzecznym szwem. Przyjęzyczki dłuższe od języczka. Głaszczki z ostatnim segmentem wrzecionowatym lub raczej cylindrycznym, wierzchołkowo ściętym lub nie, długo owłosione. Przedostatni segment głaszczków wargowych wieloszczeciniasty na przedniej krawędzi. Przedplecze poprzeczne o podstawie prostej lub obrzeżonej, bocznych i tylnym wyniesieniach kompletnych, a przednim niekompletnym środkowo. Tarczka widoczna. Wierzchołek płatka przedpiersia owłosiony. Uda tylnych odnóży z 2 długimi szczecinami na tylnej krawędzi. Rzędy uszczecinonych punktów nieobecne na 3, 5 i 7 międzyrzędzie pokryw. Seria pępkowatych uszczecinień na 9 międzyrzędzie ciągła. Wentryty 2 i 3 u samców bez uszczecinionych dołeczków, a 5 i 6 u obu płci bez krótkich szczecinek i tylko z jedną parą szczecinek o zmiennej pozycji. Aedeagus w widoku bocznym silnie łukowaty, a w grzbietowym symetryczny lub asymetryczny. Grzbietowy obszar błoniasty aedeagusa szeroki, sięgający lub prawie sięgający do bulwy podstawowej. Dysk wierzchołkowy obecny. Woreczek wewnętrzny uzbrojony lub nieuzbrojony.

## Występowanie
Przedstawiciele rodzaju występują wyłącznie na Nowej Zelandii, gdzie są endemitami Wyspy Północnej.

## Taksonomia
Rodzaj opisany został w 1881 roku przez Thomasa Brouna. Gatunkiem typowym został Parabaris atratus.
Opisano dotąd 3 gatunki z tego rodzaju:
- Parabaris atratus Broun, 1881
- Parabaris hoarei Larochelle et Lariviere, 2005
- Parabaris lesagei Larochelle et Lariviere, 2005